# Rechberg (Klettgau)
Rechberg ist ein Ortsteil der Gemeinde Klettgau im Klettgau im Landkreis Waldshut mit 532 Einwohnern (Stand: Dezember 2023).

## Geschichte
Rechberg wurde bereits 878 im Rheinauer Kartular als Rehpergin (Rehberg) genannt. Aufgrund der Namensgleichheit ist eine Beziehung zu den Herren von Rechberg denkbar. Um 1300 kam es von den Freiherren von Krenkingen an die Habsburger. Es gehörte am Anfang des 14. Jahrhunderts zur Hälfte zur Herrschaft Habsburg bzw. zu Vorderösterreich, es wird im Habsburger Urbar genannt und war Teil des Amtes Neu-Krenkingen, dieses umfasste die Dörfer Erzingen, Kadelburg, Lauchringen, Riedern am Sand, Weisweil und die Burg Neukrenkingen.
Junker Hannsŭlrich von Tettingen (Döttingen) verkaufte das Dorf 1438 an Cŭnrad Felwer, Organist in Tiengen. 1499 wurde im Schwabenkrieg der Klettgau von österreichischen Truppen aus Waldshut, Laufenburg und der Grafschaft Hauenstein unter dem Hauptmann Willibald Pirckheimer geplündert und verwüstet. Rechberg wollte sich 1468 nach Bedrängungen der Eidgenossen diesen zuwenden. Genannt werden auch die Dörfer Dangstetten, Geißlingen und Grießen. 
Cŭnrad Barter, Alt-Bürgermeister von Schaffhausen, verkauft das Dorf 1517 an Graf Rudolf V. von Sulz. 1633 wurde der Ort von den Schweden unter Renè du Puy-Montbrun, seigneur de Villefranche et de la Joncherè überfallen. Kontributionen waren in den Koalitionskriegen und im Siebenjährigen Krieg zu zahlen. Als Teil der Herrschaft Schwarzenberg kam es zum Großherzogtum Baden. Am 1. August 1971 wurde die bis dahin selbständige Gemeinde Rechberg im Rahmen der baden-württembergischen Gebietsreform in die Gemeinde Klettgau eingemeindet.